# Knight Rider
Knight Rider ist eine in den Jahren 1982 bis 1986 produzierte US-amerikanische Fernsehserie. Die Krimi-Actionserie mit Science-Fiction-Elementen zeigt den Helden Michael Knight und sein sprechendes, mit künstlicher Intelligenz ausgestattetes Auto K.I.T.T. in ihrem Kampf für Gerechtigkeit. Der Titel der Serie lässt sich als fahrender Ritter (von engl. knight für Ritter und rider für (Auto-)Fahrer bzw. Reiter) übersetzen. Basierend auf Knight Rider wurden mehrere Filme und Ableger produziert.

## Handlung
Der ehemalige Polizist Michael Knight und sein sprechendes, durch eine neuartige Legierung schwer gepanzertes (High-Tech-) Auto K.I.T.T. kämpfen im Auftrag der Foundation für Recht und Verfassung (Foundation For Law And Government) gegen das Unrecht und das Verbrechen. Die Missionen führen ihn zu den unterschiedlichsten Menschen in den verschiedensten Gegenden der USA und Mexikos. Unterstützt wird er dabei vom Leiter der Foundation für Recht und Verfassung, Devon Miles, sowie den Elektronik- und Computer-Expertinnen und Chef-Mechanikerinnen von K.I.T.T., Dr. Bonnie Barstow (Staffeln 1, 3 und 4) bzw. April Curtis (Staffel 2). In der vierten Staffel kommt Reginald Cornelius III. als Fahrer des Trucks (Semi) der Foundation hinzu.

### Intro der Serie
Das Intro der Serie beginnt stets mit dem Knight Rider Theme und den folgenden Worten, gesprochen von Richard Basehart, der auch im Pilotfilm die Rolle des Wilton Knight spielt:

“Knight Rider – A shadowy flight into the dangerous world of a man who does not exist.
Michael Knight, a young loner on a crusade to champion the cause of the innocent, the helpless, the powerless, in a world of criminals who operate above the law.”

Die deutsche Version, gesprochen von Christian Günther, ist stark gekürzt, erwähnt jedoch auch die Rolle von K.I.T.T. direkt:

„Er kommt – Knight Rider – Ein Auto, ein Computer, ein Mann.
Knight Rider – Ein Mann und sein Auto kämpfen gegen das Unrecht.“

## Charaktere, Maschinen, Institutionen

### Michael Knight / Michael Long
Der Polizist Michael Arthur Long wird auf einer Undercover-Mission beinahe tödlich verletzt. Die für ihn bestimmte Kugel prallt jedoch an einer in seiner Stirn eingesetzten Metallplatte, einem Überbleibsel aus dem Vietnamkrieg, ab und zerfetzt sein Gesicht. Blutend bleibt er in der Wüste Nevadas liegen, bis ihn der Millionär Wilton Knight findet und auf sein Anwesen bringt und dort behandeln lässt. Er erhält durch die Arbeit eines Plastischen Chirurgen ein neues Gesicht.
Wilton macht Michael zum Träger eines Ein-Mann-Projekts zum Schutz von Recht und Verfassung, das vorsieht, dass Michael mit Unterstützung seines hochtechnisierten Autos Menschen hilft und, erfolgreicher als die Polizei, Verbrechen aufklärt und das Gesetz verteidigt. Traumatisiert durch sein Erlebnis, weigert sich Michael zunächst, diese Mission aufzunehmen. Bald darauf verstirbt Wilton Knight. Nachdem Michael sich an seinen Beinahe-Mördern gerächt hat, nimmt er seine Berufung an und erhält als Erbe seines Retters eine neue Identität, und zwar jene des Michael Knight.
Im Vordergrund steht für Michael Knight die ihm aufgetragene Aufklärung der Unrechts- und Verbrechensfälle. Jedoch liebt Michael auch schöne Frauen, mit denen er in fast jeder Folge flirtet.
Michael Arthur Long wurde am 9. Januar 1949 geboren und am 8. August 1982 für tot erklärt. In der Folge Gefährliches Spielzeug wird Michael Longs Grab ausgehoben. Dabei wird der Grabstein mit diesen Daten gezeigt. Es wird gesagt, das Grab sei leer gewesen. Dies widerspricht jedoch der Aussage des Pilotfilms, nach der eine Leiche aus dem medizinischen Institut gestohlen wurde, damit die Polizei glaube, es sei Long.
Seine wahre Identität und seine Vergangenheit werden vor der Öffentlichkeit geheim gehalten. Dennoch gelingt es seinen früheren Feinden in mehreren Folgen herauszufinden, dass Michael Knight ursprünglich Michael Long war. In der Doppelfolge Goliaths Geburt und Der Kampf mit Goliath wird offenbart, dass das Gesicht, das Michael im Pilotfilm erhält, Wilton Knights Sohn Garthe nachempfunden ist. Daraufhin kommt es in dieser und einer weiteren Doppelfolge zum Kampf der optischen Zwillinge.
In der neuen Serie (Knight Rider (2008)) ist Michael Knight der Vater von Mike Traceur/Michael „Mike“ Knight, dem neuen Fahrer von K.I.T.T.

### K.I.T.T.

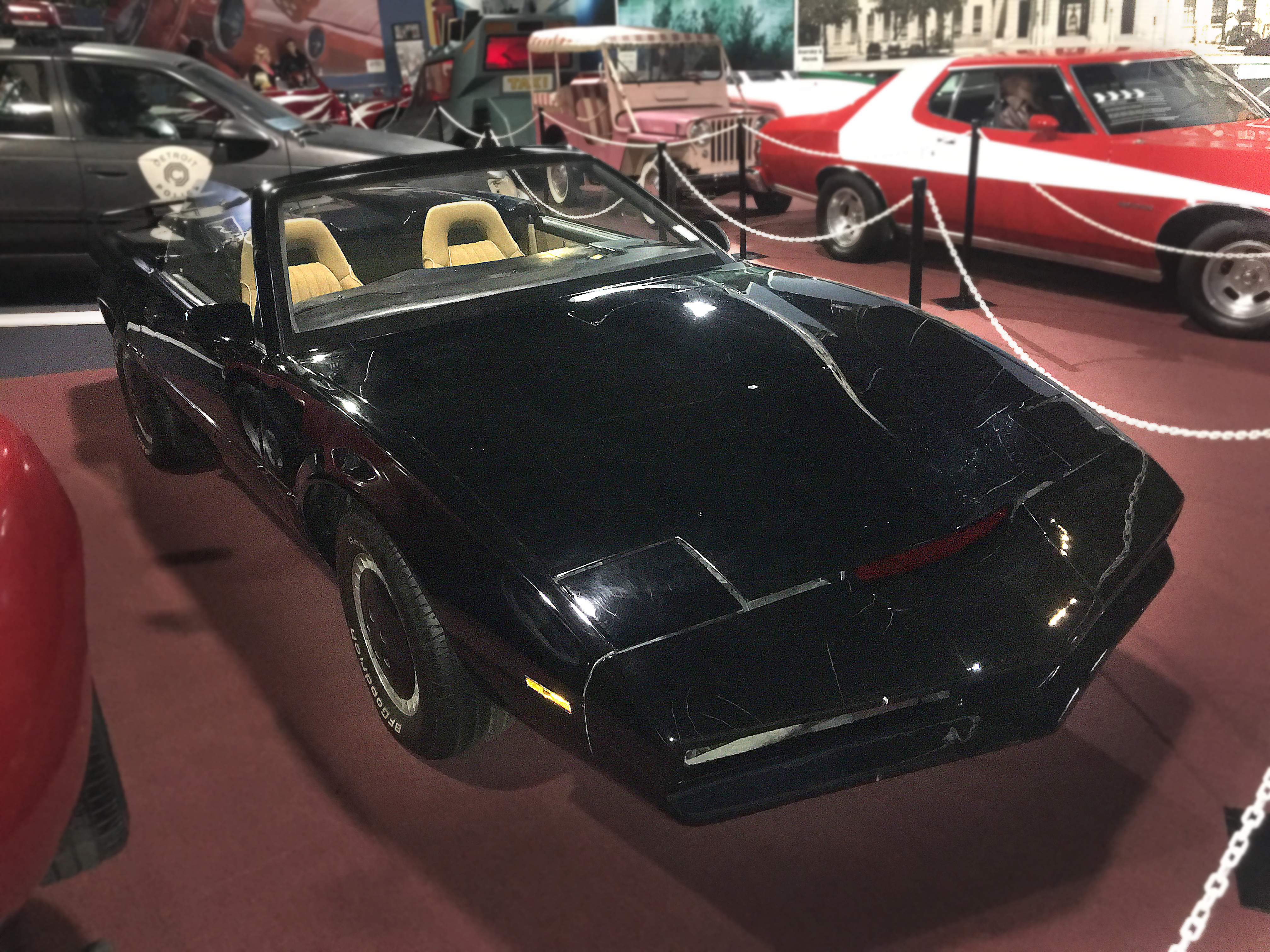
Vermeintlich originaler K.I.T.T. in einem Museum in Miami

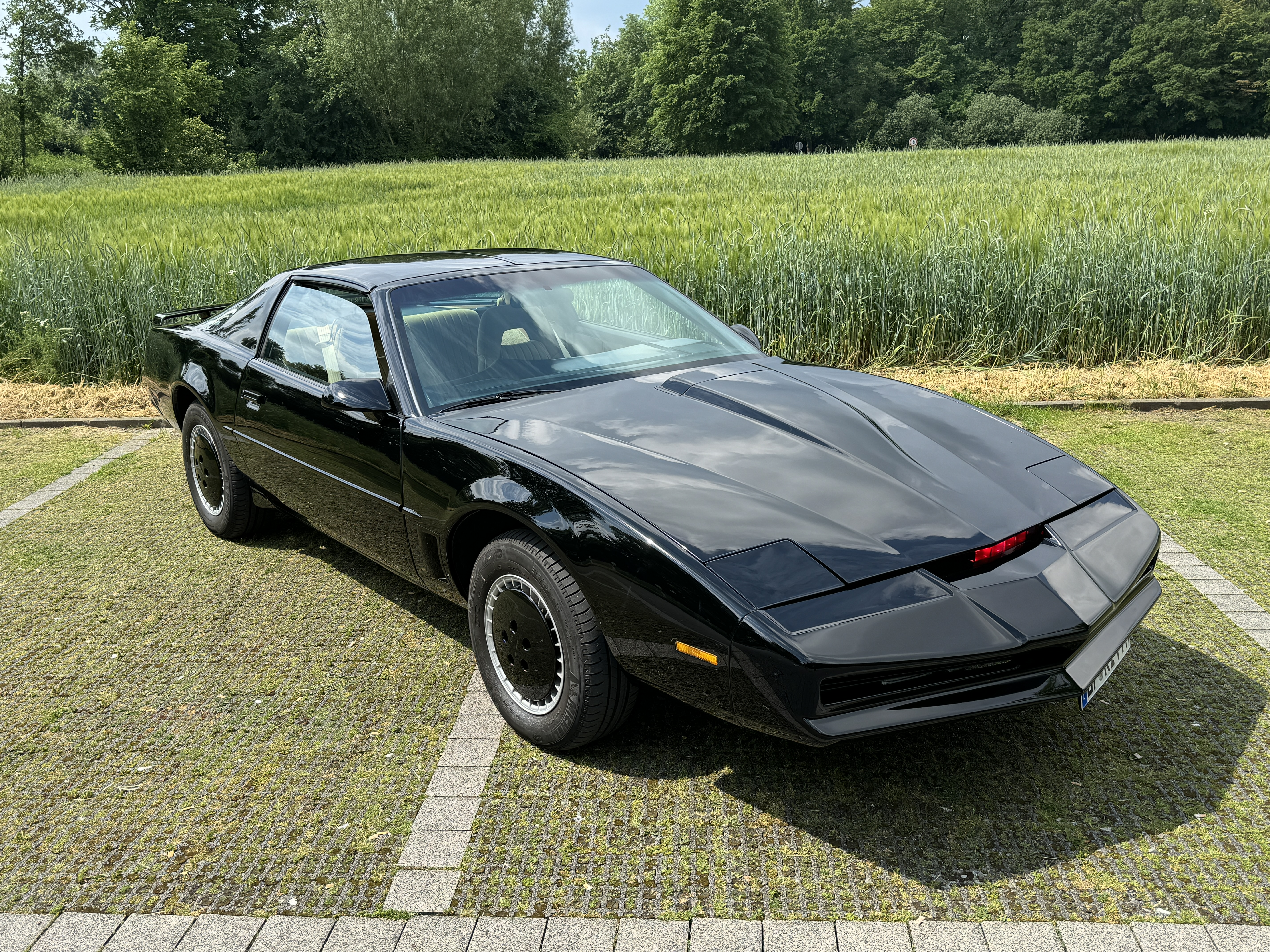
Nachbau von K.I.T.T. aus Deutschland

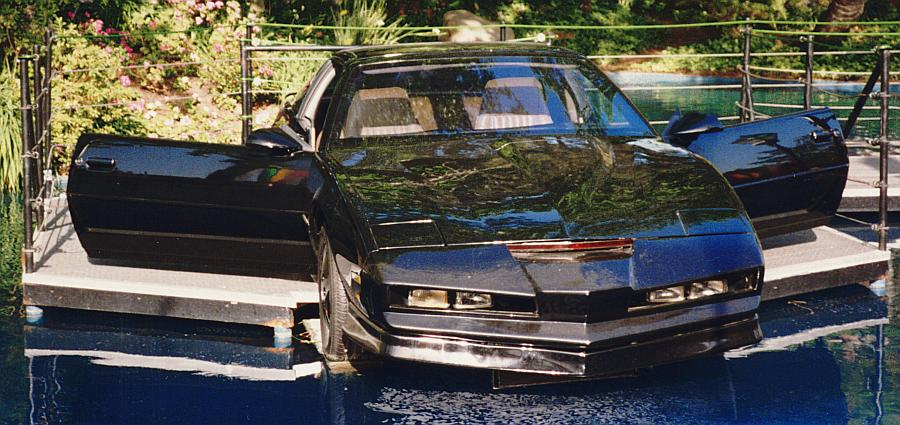
Ehemalige Vorführung von K.I.T.T. in den Universal Studios

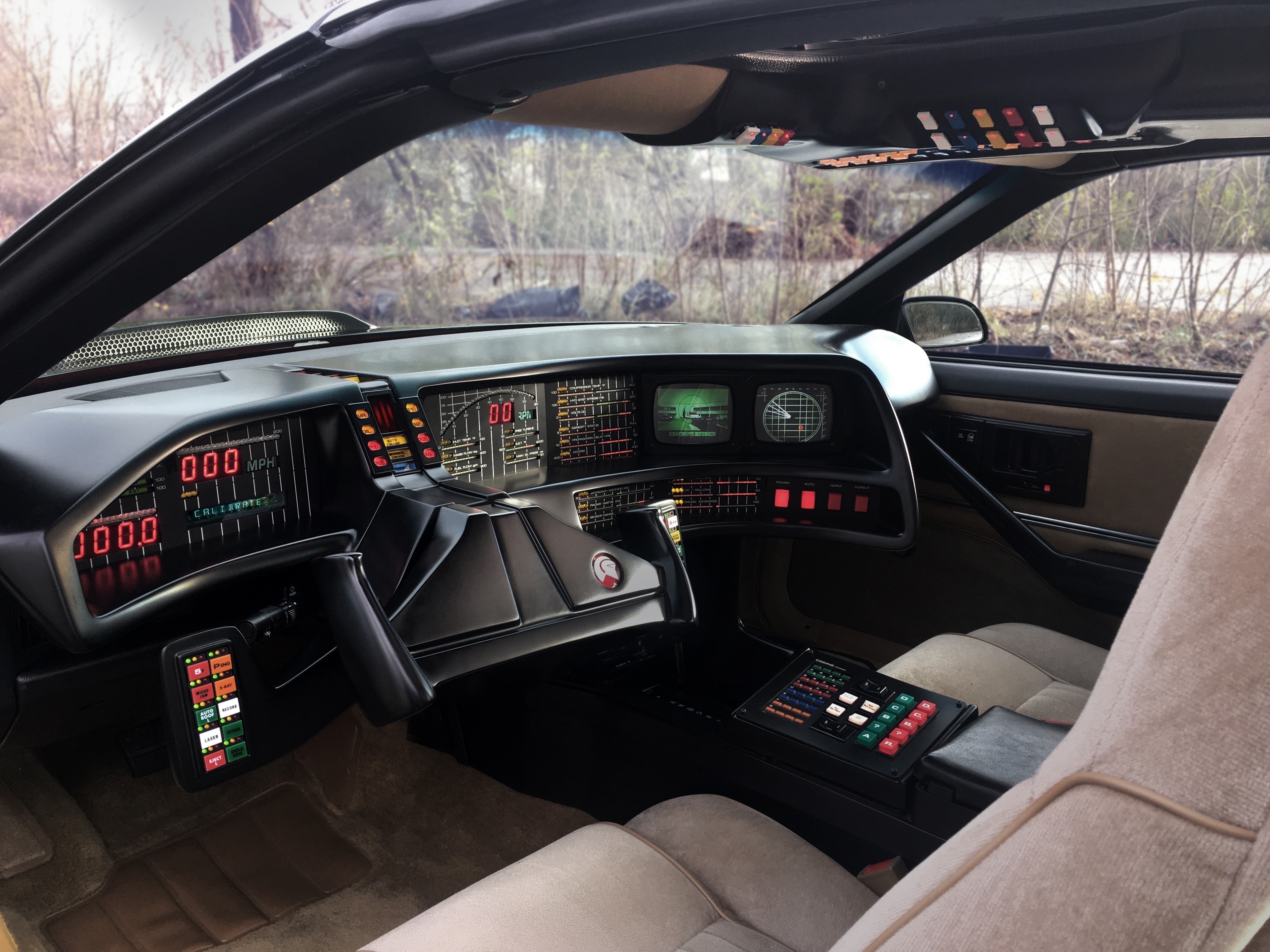
Nachbau des Cockpits der Staffeln 1–2

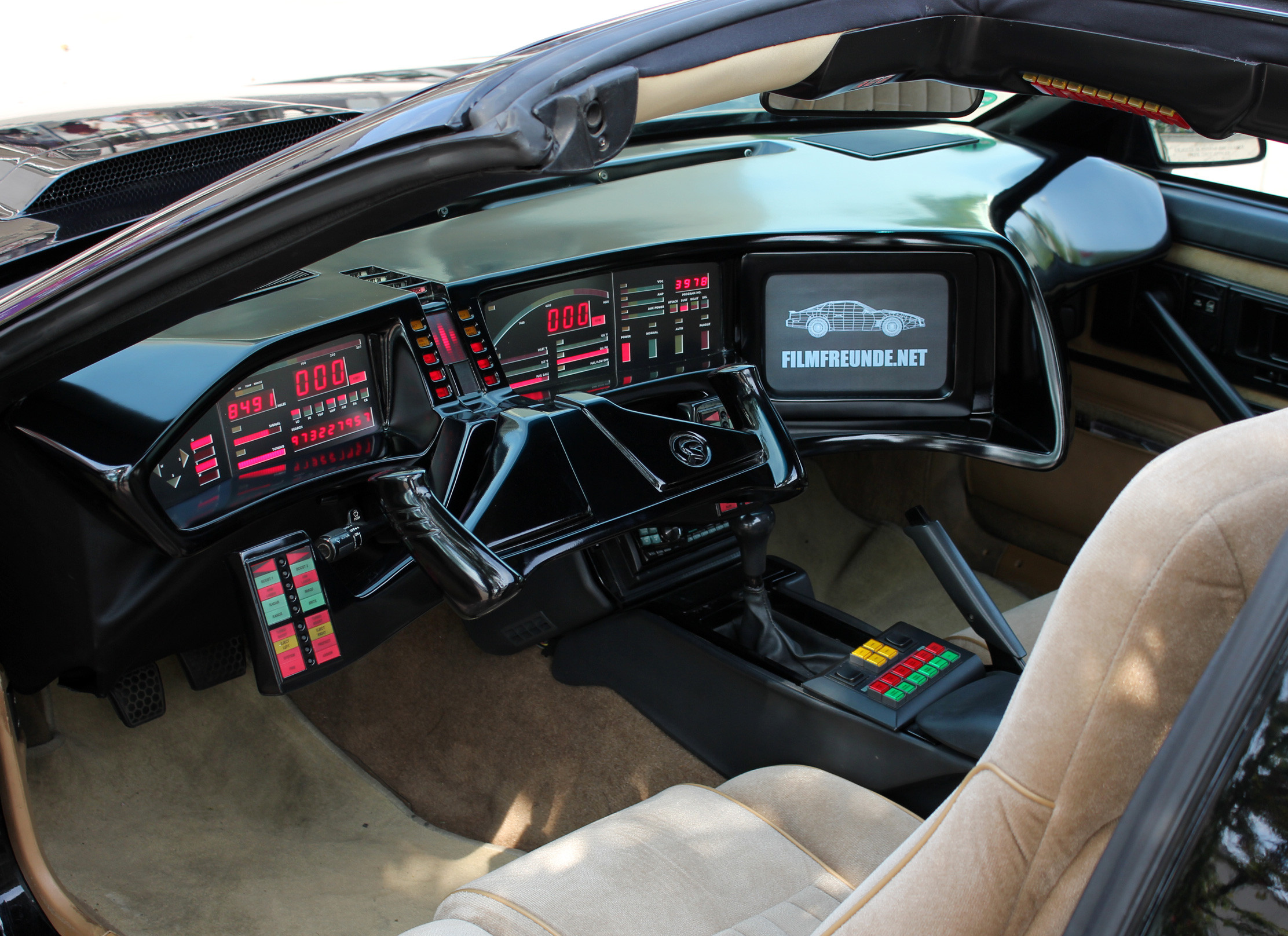
Nachbau des Cockpits der Staffeln 3–4

Michaels Gefährte ist der sprechende und mit künstlicher Intelligenz versehene Sportwagen K.I.T.T. Der Name ist ein Akronym und steht für Knight Industries Two Thousand. Zudem klingt „Kitt“ wie „kit“, das englische Wort für „Bausatz, Ausrüstung“. Der Knight 2000 gehört der Foundation for Law And Government (deutsch: Stiftung für Recht und Regierung, in der Synchronfassung aber immer Foundation für Recht und Verfassung), kurz FLAG, deren Gründer Wilton Knight die Vision hatte, dass ein Mann etwas verändern kann. Funktionen von K.I.T.T. sind z. B. der Turbo Boost und der Super Pursuit Mode. K.I.T.T., ein modifizierter, schwarzer Pontiac Firebird Trans Am, kann denken, sprechen und selbst fahren. Seine Mechanikerinnen sind Dr. Bonnie Barstow und, nur in der zweiten Staffel der Serie, April Curtis. Gewartet wird K.I.T.T. meistens in der mobilen Einsatzzentrale der Foundation (Semi [ˈsɛmaɪ], eine Abkürzung vom amerikanischen „semi-truck“ = Sattelschlepper), einem Truck (GMC General). K.I.T.T.s Seriennummer lautet „Alpha Delta 227529“.
K.I.T.T.s Fähigkeiten
Der Funktionsumfang des Knight 2000 wird ständig erweitert, je nach bevorstehendem Auftrag. K.I.T.T. hat eine Molekularversiegelung, die ihn nahezu unzerstörbar macht und sich nach den Worten Michael Knights wie „Babyhaut“ anfühlt.
Der Sportwagen kann mit allen flüssigen, brennbaren Stoffen betrieben werden und erreicht unter Einsatz des Pursuit Mode Geschwindigkeiten von mehr als 200 Meilen pro Stunde bzw. des Super Pursuit Mode (ab Staffel 4, mit einer 40-prozentig gestiegenen Maximalgeschwindigkeit beschrieben) Geschwindigkeiten jenseits von 300 Meilen pro Stunde (also über 480 km/h). In der Folge "Brother’s Keeper" der 2. Staffel benennt K.I.T.T. allerdings den für die Handlung als nächstgelegen geeigneten Ort in einer Entfernung von 45,7 Meilen, welche er dann in unter 8 Minuten zurück legt (Durchschnittsgeschwindigkeit demnach ca. 350 mph). Wenn Michael Knight von seinem Wagen getrennt ist, kann er über seine smartwatchähnlichen Armbanduhr, den Comlink, mit ihm kommunizieren.
Der Turbo Boost wird im Cockpit durch einen Knopfdruck ausgelöst und wird dazu eingesetzt, über Hindernisse zu springen. Der Ski-Mode wird durch einen Knopf im Cockpit aktiviert. Im Ski-Mode fährt K.I.T.T. zur Seite gekippt nur auf einem Vorder- und Hinterrad und kann so Hindernissen ausweichen.

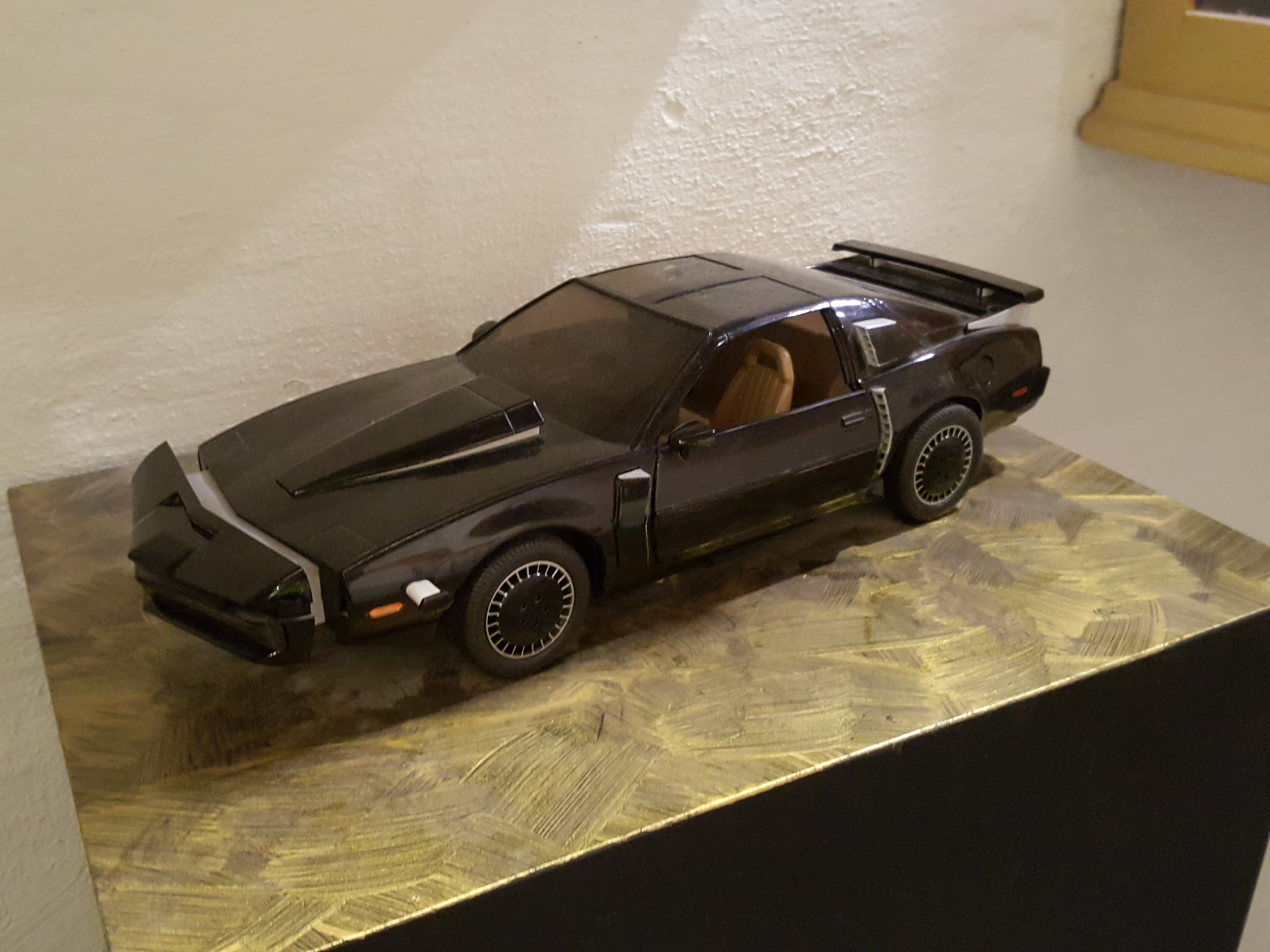
Modell mit Super-Verfolgungsmodus (Super Pursuit Mode) im David Hasselhoff Museum in Berlin

Der Super Pursuit Mode (SPM, deutsch: Super-Verfolgungsmodus) wird K.I.T.T. im Auftakt zur vierten Staffel (Originaltitel: Knight of the Juggernaut) der Serie, nachdem K.I.T.T. seinen Molekularversiegelungsschutz (vorübergehend) verliert und von einem Kampfpanzer nahezu zerstört wird, eingebaut und umfasst weitreichende Modifikationen, die auf Knopfdruck aus der Karosserie ausfahren. In der vierten Staffel lässt sich K.I.T.T. auch durch Drücken des „C“-Knopfs in ein Cabrio verwandeln. Das Dach wird dabei im Heck des Fahrzeugs zusammengeklappt.
K.I.T.T. verfügt noch über eine Reihe weiterer Funktionen, wobei die folgende Liste nicht erschöpfend ist:
- Scanner: Das wohl auffälligste äußere Merkmal an K.I.T.T. ist der leuchtende Scanner in der Fahrzeugfront. Er besteht aus einer Anreihung von acht blinkenden roten Lichtern, die ständig hin- und herwandern. Der Scanner ist durch einen Metallgrill geschützt und kann z. B. die Geschwindigkeit eines fahrenden Autos bestimmen, um Ecken sehen und so weiter. Ein direkter Lasertreffer ins Zentrum des Scanners kann ihn völlig zerstören und alle Programme des Autos abschalten.
- Silent Mode: Ein Modus, in dem K.I.T.T. mit einem unauffälligen, leisen Motorgeräusch (möglicherweise batterieelektrisch) fährt.
- Microjam: Ermöglicht die Manipulation anderer elektronischer Systeme. K.I.T.T. kann so z. B. die Kontrolle anderer Fahrzeuge beeinträchtigen, Autos bremsen, Helikopter steuern oder Kräne lenken. Nicht beachtet wurde hierbei, dass der Bremsvorgang bei den meisten Fahrzeugen (der 1980er Jahre) ein rein mechanischer Ablauf ist und somit nicht von K.I.T.T. beeinflussbar wäre.
- Wechselkennzeichen: K.I.T.T. ist in der Lage, sein Kennzeichen von KNIGHT auf KNI 667 zu wechseln, um möglichen Verfolgungen vorzubeugen. Diese Funktion wird nur in einer Folge verwendet.
- Enterhaken (Grappling-Hook): Hiermit kann K.I.T.T. sich an Bäumen oder Ähnlichem einhaken, um sich selbst zu sichern oder beispielsweise aus Wasserlöchern zu ziehen, wenn seine Räder keine ausreichende Bodenhaftung haben.
- Seilwinde: Mit Hilfe einer Seilwinde unterhalb seiner vorderen Stoßstange kann er Personen von Felsen abseilen bzw. heraufziehen.
- Schleudersitz: K.I.T.T. kann Fahrer und Beifahrer mittels Schleudersitz aus dem Cockpit in die Luft befördern.
- CO2- und Öldüsen: Mit Hilfe verschiedener Düsen kann K.I.T.T. beispielsweise CO2 versprühen, um kleinere Brände zu löschen. Hinter sich fahrende Fahrzeuge kann er mit Öl oder Rauch behindern.
- Überwachung (Surveillance Mode): Überwacht die nähere Umgebung von K.I.T.T. und warnt über den Comlink vor Gefahren, außerdem kann K.I.T.T. damit Objekte oder Personen verfolgen und Farbaufnahmen von seiner (auch nicht direkt einsehbaren) Umgebung erstellen.
- K.I.T.T. verfügt über einen eingebauten Geldautomaten.
- O2-Düse: K.I.T.T. kann die Luft in seinem Innenraum mit Sauerstoff anreichern und so z. B. der Wirkung von Betäubungsmitteln entgegenwirken.
- Emergency Braking System: Erhöht den Luftwiderstand und ermöglicht K.I.T.T. im Super Pursuit Mode eine große Bremswirkung.
- Unsichtbarer Sicherheitsgurt: Mit Hilfe des Passive Laser Restraint Systems kann K.I.T.T. seinen Fahrer bei Unfällen schützen.
- Enharmonic Synthesizer: Diese Fähigkeit erlaubt es K.I.T.T. verschiedenste Geräusche, Tiere oder Personen nachzuahmen. Der Synthesizer kommt u. a. zum Einsatz, wenn K.I.T.T. die Anwesenheit eines Polizeiaufgebots vortäuschen soll.
- K.I.T.T. kann Telefongespräche abhören, mitschneiden und zurückverfolgen.
- Über den Comlink kann K.I.T.T. Kombinationsschlösser knacken.
- K.I.T.T. kann über Wasser fahren.

### Devon Miles
Devon Miles ist nach dem Tod von Wilton Knight der leitende Direktor der Foundation für Recht und Verfassung, der Michael Knight in fast jeder Episode Missionsdetails zur Verfügung stellt. Häufig ist Michael dadurch gezwungen, auch an Urlaubstagen oder in seiner Freizeit bei Miles zu erscheinen und die Verfolgung seiner privaten Interessen vorübergehend niederzulegen.
Devon stammt aus Großbritannien und hat eine Vorliebe für nobles Essen, adrette Kleidung, Cricket und Luxuswagen. Er ist eine von drei Personen, denen Wilton Knight die Formel für K.I.T.T.s Molekularversiegelung anvertraute.
Zu Michael Knight hat Devon ein fast schon väterliches Verhältnis. Er würde es nie zugeben, aber er genießt die gelegentlichen freundschaftlichen Neckereien zwischen ihm und Michael.

### Dr. Bonnie Barstow
Bonnie Barstow ist Elektronik- und Computer-Expertin sowie die Chef-Mechanikerin für K.I.T.T. Die Rolle von Patricia McPherson wurde nach der ersten Staffel aus der Serie gestrichen und in der zweiten durch April Curtis ersetzt. Wegen der ablehnenden Reaktionen der Fans auf diesen Wechsel sowie entsprechender Einflussnahme durch Hasselhoff und Mulhare wurde sie aber ab der dritten Staffel wieder eingefügt.

### April Curtis
April Curtis ist Computer- und Elektronik-Expertin sowie Chef-Mechanikerin für K.I.T.T. in der zweiten Staffel. Weil Patricia McPherson die Rolle der Dr. Bonnie Barstow in der dritten Staffel weiterspielt, wurde die Figur von Rebecca Holden wieder entfernt. Eine Erklärung für den jeweiligen Abgang der Figuren Bonnie Barstow und April Curtis wurde durch die Serie jedoch niemals geliefert.

### Reginald Cornelius III.
Reginald Cornelius der Dritte (kurz RC 3) ist in der 4. Staffel der Fahrer der mobilen Zentrale (Semi) der Foundation für Recht und Verfassung, in die K.I.T.T. zu technischen Untersuchungen und Anpassungen einfährt. Gelegentlich unterstützt er Michael Knight und K.I.T.T. aktiv bei ihren Missionen. Gespielt wird RC 3 von Peter Parros.

### SEMI
Der SEMI (eigentlich: Knight Industries Service Rig) ist das mobile Hauptquartier der Foundation und ist mit modernster High-Tech ausgerüstet.
Er besteht aus einem GMC-Truck mit Kasten-Trailer und hat das Kennzeichen „California 1U13265“. Er dient dazu, K.I.T.T. unterwegs zu warten und zu reparieren sowie Einsatzbesprechungen durchzuführen. Er wurde im Jahr 1982 von Bonnie Barstow entworfen.
Während der SEMI anfangs irgendwo parkte und auf Michael und K.I.T.T. wartete, fuhr er später meist herum und nahm K.I.T.T. während der Fahrt auf. K.I.T.T. hatte dazu eine Fernbedienung, um die Heckklappe des Trailers zu öffnen und zu schließen.
Der SEMI wurde auch mehrfach umgestaltet:
- Zu Anfang war der Trailer weiß lackiert (vermutlich um ihn auf die bevorstehende neue Lackierung vorzubereiten) und war innen eher spartanisch eingerichtet. Im hinteren Teil befand sich eine kleine Sitzgruppe mit Tisch, Kaffeemaschine und Telefon. An den Wänden hingen Werkzeuge und in mehreren Lagerregalen befanden sich die verschiedensten Ersatzteile für K.I.T.T.
- Nachdem er sechs Monate lang weiß gewesen war, bekam der Semi im Januar 1983 eine neue Lackierung. Er war nun komplett schwarz mit goldener Umrandung und weißen Springer-Schachfiguren auf beiden Seiten.

Wenige Monate später gab es eine kleine Veränderung: Die Goldstreifen waren nun leicht anders gestaltet und die Schachfigur größer, golden und weiter oben aufgemalt.
- Im Herbst 1983 erfuhr das Innere ebenfalls eine Neugestaltung. Der Teil, in dem K.I.T.T. parken konnte, blieb weitgehend unberührt, doch der Aufenthaltsraum wurde komplett umgestaltet. Eine neue Computerwand wurde installiert, Teppichboden verlegt und Wandvertäfelungen angebracht. Im hinteren Teil gelangte man durch eine Tür in eine Kaffeeküche. Ebenfalls zu diesem Zeitpunkt wurde ein Stromkreisanalysegerät installiert. Dieser Computer senkte sich vom Dach des Semi herab und konnte an K.I.T.T. angeschlossen werden, um jegliche Fehlfunktion zu diagnostizieren.
- Im Herbst 1984 bekam der SEMI dann noch eine größere Zugmaschine mit erweiterter Fahrerkabine.
- Der SEMI verfügt über einen Autopilot wie K.I.T.T., doch den strikten Vorschriften der Foundation zufolge muss sich immer ein Fahrer hinter dem Steuer befinden. Während dieser in den ersten drei Staffeln unbekannt war, übernahm in der vierten Staffel RC diese Aufgabe.
- Nachdem K.A.R.R. in der dritten Staffel per Turbo-Boost durch die Hecktür gekracht war, wurde der SEMI mit einer etwas abgeschwächten Form der Molekularversiegelung ausgestattet.

### K.A.R.R.
K.A.R.R., die Kurzform von „Knight’s Automated Roving Robot“ (in der deutschen Synchronfassung „Knights Automatisch Reagierender Roboter“, im Hörspiel „Knights Automatischer Rasender Roboter“) war der Prototyp des Knight 2000 und damit der unmittelbare Vorgänger von K.I.T.T. Zudem klingt „Karr“ wie „car“, dem englischen Wort für Auto. Im Gegensatz zu K.I.T.T. war er aber nicht auf den Schutz menschlichen Lebens, sondern auf seine Selbsterhaltung programmiert. Entsprechend egoistisch und rücksichtslos sind seine Handlungen. Das war auch der Hauptgrund dafür, dass Wilton Knight ihn schließlich stilllegen ließ und stattdessen K.I.T.T. konstruierte, dessen Programmierung stets den Schutz menschlichen Lebens priorisierte. K.A.R.R. wurde von Michael Knight und K.I.T.T. (zweimal) zerstört. Der deutsche Sprecher von K.A.R.R. war Rüdiger Schulzki. Beim zweiten Auftauchen leuchtet der frontale Scanner und Stimmenmodulator bei K.A.R.R. bernsteinfarben anstatt rot. Außerdem wirkt K.A.R.R. bei seinem zweiten Auftauchen deutlich bösartiger, berechnender und noch skrupelloser als bei seinem ersten Erscheinen, bei dem er noch eher infantil wirkte.

### Wilton Knight
Wilton Knight wurde im Jahr 1901 geboren und war Mitglied des amerikanischen Geheimdienstes OSS. Nach dem Krieg kehrte Wilton in die USA zurück, später gefolgt von Devon. Im Laufe der Jahre baute er sich mit seinem Unternehmen Knight Industries ein Wirtschaftsimperium auf, das seinesgleichen suchte. Devon wurde Wiltons rechte Hand im Unternehmen. Mit seiner Ehefrau Elizabeth Bishop hatte er zwei Kinder, und zwar Garthe und Jennifer. Im Laufe der Zeit entwickelten die Knight Industries eine Reihe von verschiedenen Forschungsabteilungen, die sich z. B. mit Mikroelektronik, aber auch mit Rechtswesen beschäftigten. Wiltons starkes Gerechtigkeit-Empfinden wurde von seinem Sohn Garthe schwer enttäuscht, als dieser auf die schiefe Bahn geriet und damit alle Zukunftspläne seines Vaters zunichtemachte. Für Wilton existierte fortan Garthe Knight nicht mehr.
Im Jahr 1965 gründete er mit Devon Miles die Foundation For Law And Government (FLAG), eine Organisation, die sich ausschließlich der Verbrechensbekämpfung im großen Stil widmen sollte. Devon ernannte er zum leitenden Direktor. Sein Landsitz in Nevada wurde im Jahr 1970 um eine medizinische Abteilung erweitert. Es war eine Tradition bei den Knight Industries, Gewinne für Forschungsobjekte zu verwenden. Wilton hatte sich dem Prinzip des Gemeinnutzes im großen Stil verschrieben. Er glaubte, wenn er seine Position nicht festigen könne, hätte er niemals die Freiheit, denjenigen zu helfen, die vom Glück weniger begünstigt waren. Er beabsichtigte, ihn mit Hilfe seiner medizinischen Mitarbeiter so lange am Leben zu erhalten, wie es nur irgend möglich war. Wilton hatte es sich zur Angewohnheit gemacht, ethisches Empfinden in persönliche Kreuzzüge zu verwandeln, und scheute dabei keinerlei Kosten.
Ende der 1970er Jahre erfuhr Wilton, dass er an Krebs erkrankt war. Seine Heilung war nicht möglich. Also ignorierte er seine Krankheit und konzentrierte sich voller Enthusiasmus auf sein letztes und wichtigstes Projekt, und zwar wollte er der Foundation ein ultimatives Mittel zur Verbrechensbekämpfung zur Verfügung zu stellen, und zwar das Auto der Zukunft, ausgestattet mit einem wahren Sammelsurium an Spezialfunktionen. Es entstand K.A.R.R., der sich als fehlerhaft herausstellen sollte. Ein einzelner, unabhängig arbeitender Agent sollte nach seiner Vollendung den Kampf gegen Kriminelle antreten, gegen die das Gesetz nichts ausrichten kann.
Durch den Beinahe-Tod des Polizisten Michael Long bekam Wiltons Plan einen neuen Impuls. Er ließ ein zweites, verbessertes Auto bauen, den Knight Industries Two Thousand (K.I.T.T.). Wilton sah in Michael Long seinen wahren Sohn, der seine Hoffnungen und Träume erfüllen sollte. Das war wohl auch mit ein Grund, warum er ihm durch plastische Chirurgie das Gesicht seines Sohns Garthe geben ließ, nachdem Longs Gesicht durch eine Kugel zerstört wurde. Michael Knight war geboren. Unmittelbar nach Fertigstellung des Projekts im Herbst 1982 starb er im Alter von 81 Jahren. Michael hielt dabei seine Hand. „Ein Mann kann etwas verändern und du wirst dieser Mann sein.“ Seine letzten Worte waren: „Mein Abenteuer ist zu Ende und Deines hat grade erst angefang…“

### Garthe Knight (Bishop)
Der einzige Sohn von Wilton Knight enttäuschte seinen Vater schwer. Garthe war nie so aufrecht und ehrlich wie sein Vater. Kleinere Straftaten in seiner Jugend steigerten sich zu einer kriminellen Laufbahn in späteren Jahren. Mit 17 Jahren verließ er sein Elternhaus und reiste zuerst nach Europa. Um sich von seinem Vater zu distanzieren, nahm er den Geburtsnamen seiner Mutter „Bishop“ an. Danach trieb sich Garthe in der ganzen Welt herum, ohne vorher je wieder zurückzukehren.
In Afrika wurde er zu einer dreimal lebenslänglichen Haft im Tongo M’Kimbe Todescamp in der Jimbaru-Provinz verurteilt. Im Gefängnis freundete er sich mit dem Terroristen Tsombe Kuna an, dem Begründer der pan-afrikanischen Freiheitsbewegung. Zusammen mit ihm gelang ihm der Ausbruch.
Garthe kehrte in die USA zurück und traf sich heimlich mit seiner Mutter, zu der er schon immer ein besseres Verhältnis als zu seinem Vater gehabt hatte, nicht zuletzt deswegen, weil Elizabeth Knight selbst keine reine Weste hatte. Zusammen mit seiner Mutter stahl er, nach dem Ableben seines Vaters, die Formel der Metalllegierung von K.I.T.T. und baute im Rahmen dessen einen Truck namens Goliath, der wie K.I.T.T. selbst gegen Pistolenkugeln und andere Beschädigungen resistent war. Dennoch gelang es Michael Knight und K.I.T.T. schließlich, Goliath zu zerstören und die finsteren Machenschaften Garthes zu unterbinden.
Er unterschied sich auch optisch durch ein paar Details von Michael Knight:
- Stimme: etwas tiefer als die von Michael
- Bart: Schnauzer und Spitzbärtchen, im Gefängnis Vollbart
- trägt meist helle Maßanzüge
- Ohrring
- Gehstock (mit eingebauter Waffe)

### Adrianne Margeaux
Über diese junge Kriminelle ist nicht viel bekannt. In der Vorgeschichte zur Folge K.I.T.T. sitzt in der Falle lernt sie wohl einen der ehemaligen Mitbegründer der Foundation für Recht und Verfassung George Atherton kennen. Sie datet diesen unter Vorgabe privater Interessen, was allerdings nur dazu dienen sollte, ihn um seine Kunstsammlung zu erleichtern. Dabei gelangte sie an detaillierte Informationen über K.I.T.T., den sie für sich haben wollte, um damit ihre geplanten Verbrechen auszuführen. Dazu lockte sie Michael Knight in ihr Haus am Strand und setzte ihn unter Drogen. Bewusstlos wurde er danach am Straßenrand ausgesetzt. Mit Hilfe des jungen Computerexperten Randy Merritt wollte sie K.I.T.T. knacken, was aber letztendlich scheiterte.
Etwa ein Jahr später verbündete sich Adrianne mit Garthe Knight. Sie ließ den schwer beschädigten Goliath wiederherstellen, der wiederum Garthe bei der Flucht aus dem Gefängnis half. Sie plante sogar, K.I.T.T.s CPU mit Goliaths Karosserie zu verbinden, um ein Fahrzeug mit nahezu unbegrenzter Macht zu erschaffen, was jedoch nicht gelang. Da Goliath mit Garthe Knight und Margaux am Steuer in der zweiten Staffel eine Klippe hinabstürzten, kann davon ausgegangen werden, dass die beiden dabei getötet wurden. Man hat zumindest nie wieder etwas von ihnen gehört.
Die Schauspielerin Adrianne Margeauxs, Ann Turkel, trat in der 19. Episode der 3. Staffel unter dem Namen Bianca Morgan erneut auf. Außerdem wirkte Turkel 1982 in der ebenfalls von Glen A. Larson entwickelten Serie Ein Colt für alle Fälle (eng. The Fall Guy) in einer Episode (Staffel 2 Episode 2 – „Verführerische Diebe“) als Shawna bzw. Kitty Ives mit.

### Stephanie „Stevie“ Mason / March
Stevie Mason lernte Michael Long während seiner Zeit bei der Polizei kennen. Sie verband eine tiefe Liebe und schon bald verlobten sie sich. Doch kurz darauf „starb“ Michael bei einem Einsatz. Nicht ahnend, dass er als Michael Knight weiterlebte, musste sie sich mit dem vermeintlichen Tod ihres Geliebten abfinden.
Als sie unschuldig in die Mühlen der Justiz geriet, erfuhr Michael Knight durch die Presse von ihrer Festnahme und holte sie aus dem Gefängnis. Mit der Hilfe der Foundation gelang es ihm, ihre Unschuld zu beweisen und die wahren Schuldigen hinter Gitter zu bringen.
Stevie verbrachte einige Zeit mit Michael und erkannte unter dem neuen Äußeren „ihren“ Michael. Umso schwerer fiel den beiden die erneute Trennung nach Abschluss des Falles. Stevie sah ein, dass Michael nun ein völlig neues Leben führte, in dem für sie kein Platz war. Aus Sicherheitsgründen musste sie einen neuen Namen annehmen und wurde als Stevie March eine relativ erfolgreiche Sängerin und Mitglied der Rockgruppe Class Action. Als ihr Gesangspartner, Geliebter und Leiter der Gruppe ermordet wurde, kreuzten sich ihre und Michaels Pfade erneut. Auch diesmal mussten sie sich nach der Lösung des Falles trennen, eine Entscheidung, die beide fast nicht ertragen konnten. Beiden wurde klar, dass sie sich immer noch sehr liebten.
Während Stevie als Solo-Sängerin weitermachte, wurde Michael bei einem Einsatz lebensgefährlich verletzt und verließ daraufhin die Foundation. Seine Freunde dort brachten ihn wieder mit Stevie zusammen, mit der er nun endlich ein neues Leben beginnen wollte. Sie verbrachten einige Wochen lang die glücklichste Zeit ihres Lebens und heirateten schließlich. Unmittelbar nach der Zeremonie jedoch verübte der Kriminelle Durant erneut einen Anschlag auf Michaels Leben. Stevie warf sich schützend vor ihren Mann und wurde von der Kugel getroffen, die für Michael bestimmt gewesen war. Sie starb in Michaels Armen.
Michael wurde von diesem schrecklichen Ereignis tief getroffen. Er stellte Stevies Mörder und kehrte schließlich zur Foundation zurück, die nun die einzige Familie war, die er noch besaß. Stevies Tod hinterließ in seinem Leben eine Lücke, die er nie wieder füllen konnte.

### Goliath
Nachdem Garthe Knight zu Anfang der zweiten Staffel aus einem afrikanischen Gefängnis befreit wurde, entwickelte er in einer geheimen Basis einen Kampf-LKW, den er „Goliath“ taufte. Basis des Trucks waren eine Peterbilt-352 -Pacemaker-Zugmaschine und ein Kasten-Trailer. An der Fahrzeug-Front wurde ein massives Metallgitter installiert. Auf dem Dach der Zugmaschine wurden vier Raketen-Werfer mit je fünf Raketen eingebaut und in der vorderen Stoßstange waren Düsen eingebaut, die Betäubungsgas abgaben.
Mit Hilfe seiner Mutter Elisabeth gelangte Garthe an die Molekularversiegelung, in dem sie 2 von 3 Männern (einer davon Devon Miles) mit Gift die Formelteile entlockten. Goliath war nun fast unaufhaltbar. Während der Fahrt gab er ein Geräusch von sich, das an ein Urzeit-Monster erinnerte.
Beim ersten Zusammentreffen wurde K.I.T.T. schwer beschädigt und Michael verletzt. Nur mit Mühe und Not konnten sie aus der Wüste zurückkehren. Garthe drang mit Goliath in den geheimen Militärstützpunkt „Red Bluff“ ein, um Lenkraketen für den afrikanischen Terroristen Tsombe Kuna zu stehlen. Bei einem zweiten Zusammentreffen konnte Goliath von Michael und K.I.T.T. mit Hilfe eines Lasers unschädlich gemacht werden.
Adrianne Margeaux barg später Goliaths Reste und reparierte ihn. Sie befreite damit Garthe aus dem Gefängnis. Mit Goliaths Hilfe wollten die beiden dann den Wissenschaftler Klaus Bergstroem entführen und sein Wissen auf dem internationalen Schwarzmarkt verkaufen. Michael und K.I.T.T. konnten den Plan aber vereiteln. Bei einem letzten Showdown raste Goliath mit Garthe und Adrienne an Bord über eine Klippe ins Meer. Die beiden kamen vermutlich ums Leben und Goliath wurde zerstört.

### Juggernaut
Der Juggernaut war ein Kampffahrzeug, das von dem Terroristen Phillip Nordstrom entwickelt wurde (mögliches Basisfahrzeug: Jeep CJ8 Scrambler). Es war vorne mit einem stabilen Gitterrost ausgestattet (ähnlich dem von Goliath) und hatte eine Rammlanze, die später auch noch mit einer Sprengladung versehen wurde.
Nordstrom wollte damit das instabile Element Cernium-116 stehlen, das von der Foundation bewacht wurde. Zu diesem Zweck wurde auch Devon Miles entführt und durch einen Doppelgänger ersetzt. Als Michael bei seinen Nachforschungen zu aufdringlich wurde, erpresste Nordstrom von Devon Miles die Molekularformel mit Hilfe eines Wahrheitsserums. Nordstrom konnte ein Mittel entwickeln, das die Molekularversiegelung zerstört.
K.I.T.T. wurde durch einen Trick mit dem Deaktivator besprüht. Beim folgenden Kampf mit dem Juggernaut wurde er dann fast komplett zerstört und Michael verletzt. Während der Doppelgänger von Miles K.I.T.T. für „tot“ erklärte, wurde dieser dann von Bonnie mit Hilfe von RC und seinen Freunden komplett neu aufgebaut. Am Ende konnten Michael und K.I.T.T. dann den Kampfpanzer zerstören.

## Entstehung
Die Basis von K.I.T.T. ist ein Pontiac Firebird Trans Am, Modelljahr 1982, der grundlegend modifiziert wurde. Optisch am auffallendsten sind das rot leuchtende Scanner-Lauflicht in der neugestalteten Frontschürze und das raumschiffähnliche Science-Fiction-Cockpit mit zahlreichen Anzeigen und Tasten. Der Filmproduzent und Schöpfer vieler Serien der 1980er-Jahre, Glen A. Larson, konnte aus seinem eigenen reichhaltigen Ideen-Fundus schöpfen. Die Leuchtanzeige an der Motorhaube von K.I.T.T. wurde erstmals in dem Film Kampfstern Galactica bei den Zylonen verwendet, viele Modelle für die Trickaufnahmen kamen erstmals bei Ein Colt für alle Fälle zum Einsatz. Der Customizer Michael Scheffe modifizierte den Pontiac bis zur bekannten Serienform. In der letzten Staffel wurde George Barris für eine weitere Überarbeitung des Äußeren beauftragt. Hervorzuheben ist, dass es nur drei Fahrzeuge gab, die über das in der Serie zu sehende Cockpit verfügten. Diese Wagen wurden für Nahaufnahmen mit David Hasselhoff und Studioaufnahmen verwendet. Die Fahrzeuge wurden close-up cars genannt. Viele andere in der Serie verwendete Fahrzeuge waren mit leeren Instrumententrägern bestückt. Außerdem gab es einen umgebauten Sandbuggy mit K.I.T.T.-Karosserie aus weichem Kunststoff. Dieses Fahrzeug wurde nur für Rampenstunts verwendet. Es ist in verschiedenen Sprungszenen zu erkennen, weil der Unterboden aus einer einzigen Aluminiumplatte besteht. Für den Dreh der Szenen, in denen K.I.T.T. im Super Pursuit Mode fährt, wurden besonders umgebaute Fahrzeuge verwendet. Daher ist die Verwandlung nach dem Zuschalten des Modus auch stets nur in Detailaufnahmen zu sehen. David Hasselhoff brachte im Jahr 1987 im Rahmen seiner Tournee zwei Repliken der Filmfahrzeuge mit nach Europa, wovon eines an das Siegfried-Marcus-Automobilmuseum in Stockerau übergeben wurde. Dieses Fahrzeug ist inzwischen in Privatbesitz. Das zweite Fahrzeug wurde im Jahr 2008 für die Gumball-3000-Rallye restauriert, nachdem es in der österreichischen Garage von Georg Fechter „wiedergefunden“ wurde. Auch dieses Fahrzeug befindet sich inzwischen in Privatbesitz. Im Jahr 2018 benutzte Hasselhoff den K.I.T.T.-Nachbau vom Berliner Regisseur Martin Busker für die Begleitung seiner „30 Years Looking for Freedom“-Tour durch Deutschland und Österreich.

## Auszeichnungen
Knight Rider erhielt u. a. im Jahr 1983 in der Kategorie bester Tonschnitt für eine Serie eine Nominierung für den Primetime Emmy Award.

## Kritiken
„Mit einem hochtechnisierten Wunderauto, das auch zu emotionalen Äußerungen fähig ist, macht ein ehemaliger Polizist im Auftrag einer menschenfreundlichen Organisation eine Bande von Industriespionen unschädlich. Ein äußerst alberner Film, der ganz auf die Zugkraft seiner technischen Einfälle setzt. Pilotfilm zu einer Fernsehserie, die es auch hierzulande zu unerwarteter Popularität gebracht hat.“

„Ein hochtechnisiertes Wunderauto und sein Fahrer im Kampf gegen eine Verbrecherorganisation, die spaltbares Material in ihre Gewalt bekommen will. Dürftiger Serienfilm, in dem Technologie-Gläubigkeit Logik und Vernunft ersetzt.“

„Der Fahrer eines computergesteuerten sprechenden Superautos im Kampf gegen einen skrupellosen Gold- und Waffenschmuggler. Weitere Folge der amerikanischen Fernsehserie, die sich in einer Vielzahl technischer Spielereien ergeht, insgesamt aber monoton und stereotyp ausgefallen ist.“

## Musik
Die prägnante Titelmelodie von Stu Phillips stammt aus Cortège De Bacchus aus dem Ballett Sylvia Léo Delibes aus dem Jahr 1876. Es wurde oftmals remixed und als Sample verwendet, darunter:
- Timbaland & Magoo: Clock Strikes (1998)
- Busta Rhymes: Turn It Up (Remix) / Fire It Up (1998)
- TV Junkeez Featuring K.I.T.T. Power Slide (1999)
- Panjabi MC: Mundian To Bach Ke (2002) & Remix feat. Jay-Z: Beware of the Boys (2003)
- Crazy Frog: Crazy Frog in the House (2007)

Für das Knight Rider Theme wollte Glen A. Larson ursprünglich einen thematisch passenden Song einer damals auch in den USA sehr erfolgreichen „deutschen Band für elektronische Musik“ (demnach Autobahn von Kraftwerk) verwenden, konnte den Titel jedoch nicht lizenzieren. Stattdessen entschied man sich für eine Abwandlung eines Grundthemas und der Fanfare, welche auf Marche et Cortège de Bacchus aus dem Ballett Sylvia von Léo Delibes basiert. Dabei wurden Synthesizer mit klassischer Instrumentierung kombiniert, welches in den frühen 1980er Jahren noch nicht allzu üblich war und deshalb besonders modern klang.
Innerhalb der Serie wurden neben Versatzstücken und Variationen des Themas auch aktuelle Titel wie z. B. Self Control von Laura Branigan oder Cruel Summer von Bananarama verwendet. Aus rechtlichen Gründen kamen jedoch nur Coverversionen zum Einsatz, die aber nahe am Original waren.

## Veröffentlichung
Der Pilotfilm zur Serie wurde im Jahr 1985 auf Videokassette veröffentlicht. Im Jahr 1986 erschien die Doppelfolge „K.I.T.T.s Unfall mit Folgen“ Teil 1 und Teil 2 als Knight Rider 2 – Der Unfall in Spielfilmlänge auf Videokassette, ebenso wie im Jahr 1987 die Doppelfolge „Goldschmuggel“ und „Das Schlangenmaul“ der 2. Staffel als Knight Rider  3 – Das Schlangenmaul.
Die Doppelfolge „Goldschmuggel“ und „Das Schlangenmaul“ von 1984 war gleichzeitig der Pilotfilm der ersten Ablegerserie (Spin-off) von Knight Rider, Code of Vengeance. Michael und K.I.T.T. spielen in dieser Doppelfolge eher eine Nebenrolle. Die beiden Hauptcharaktere David Dalton (L. Charles Taylor) und Joanna St. John (Joanna Pettet) lösen den Fall größtenteils alleine, während Michael und K.I.T.T eher mit nebensächlichen Aufgaben (wie mit Raketen bewaffnete LKWs zu verfolgen) beschäftigt sind.
Code of Vengeance wurde im Jahr 1985 gedreht. Die Serie wurde bereits nach vier Episoden, die jeweils Spielfilmlänge hatten, wieder eingestellt. Sie wurde nie auf Deutsch synchronisiert und war daher bisher weder im deutschen TV zu sehen, noch wurde sie in Deutschland für Heimmedien veröffentlicht.
Ende 2022 veröffentlichte Turbine Medien die auf 3.939 Stk. limitierte 40th Anniversary Edition auf Blu-ray, welche neben der erstmals vollständig synchronisierten und in HD restaurierten, ungeschnittenen Fassung der Originalserie auch die Ableger Knight Rider 2000, Knight Rider 2010 sowie Team Knight Rider auf Blu-ray enthält, diese jedoch nur in SD-Qualität (Upscaled bzw. SD on Blu-Ray). Die Neuauflage Knight Rider von 2008 sollte ursprünglich ebenfalls Teil der Veröffentlichung sein, konnte jedoch aus lizenzrechtlichen Gründen nicht inkludiert werden. Neben diversen neuen Dokumentationen und Interviews mit an der Produktion der Serie beteiligten Personen beinhaltet diese Box ebenfalls das zuvor bereits separat erschienene Buch Knight Guide von Elmar A. Schulte in aktualisierter Form, eine Konzeptzeichnung des Armaturenbretts von K.I.T.T., Poster, Sammelkarten sowie Repliken des Führerscheins von Michael Knight, des Fahrzeugscheins von K.I.T.T. und einiger von Michael Knight in der Serie genutzten, gefälschten Ausweise.
Ende 2023 veröffentlichte Turbine Medien noch eine unlimitierte Special Edition der Originalserie samt Bonus-Disc auf Blu-ray. Die Discs sind inhaltlich identisch mit der 40th Anniversary Edition. Die beiden Discs mit den Sequels sowie sonstige Beilagen sind in der deutlich günstigeren Box nicht mehr enthalten.

## Verschiedenes
In der TV-Serie Baywatch – Die Rettungsschwimmer von Malibu, Staffel 2, Folge 21, fährt der Antagonist einen Amphi-Ranger. Nach dessen Überwältigung fährt Harvey Miller (Tom McTigue) mit dem Amphi-Ranger am Strand entlang, fragt Mitch Buchanan (David Hasselhoff), ob Baywatch das Auto nicht für sich nutzen sollte, und zählt auf, was das Auto alles kann. Und was es nicht kann, nämlich sprechen. Hasselhoff reagiert darauf, als Anspielung auf seine Rolle in Knight Rider, mit „Es kann nicht sprechen? Vergiss es!“

## Synchronisation
Die deutsche Synchronisation entstand im Auftrag der Alsterstudios in Hamburg. Die eingeklammerten Schauspieler liehen den Figuren in der Originalfassung die Stimme, sind jedoch selbst im Film nicht zu sehen.
| Rollenname              | Schauspieler                      | Synchronsprecher      | Hauptrolle (Staffel) | Nebenrolle (Staffel) |
| ----------------------- | --------------------------------- | --------------------- | -------------------- | -------------------- |
| Michael Long            | Larry Anderson (David Hasselhoff) | Andreas von der Meden |                      | Pilotfolge 1         |
| Michael Knight          | David Hasselhoff                  | Andreas von der Meden | 1–4                  |                      |
| Garthe Knight           | David Hasselhoff                  | Andreas von der Meden |                      | 2                    |
| K.I.T.T.                | (William Daniels)                 | Gottfried Kramer      | 1–4                  |                      |
| Devon Miles             | Edward Mulhare                    | Hans Sievers          | 1–4                  |                      |
| Dr. Bonnie Barstow      | Patricia McPherson                | Antje Roosch          | 1, 3–4               |                      |
| April Curtis            | Rebecca Holden                    | Micaëla Kreißler      | 2                    |                      |
| Reginald Cornelius III. | Peter Parros                      | Michael Harck         | 4                    |                      |
| Wilton Knight           | Richard Basehart                  | Günther Jerschke      |                      | Pilotfilm            |
| K.A.R.R.                | (Paul Frees), (Peter Cullen)      | Rüdiger Schulzki      |                      | 1, 3                 |
| Stephanie Mason         | Catherine Hickland                | Marion Elskis         |                      | 1, 2, 4              |
| Intro-Stimme            | (Richard Basehart)                | Christian Günther     |                      | 1–4                  |

## Fortsetzungen
Knight Rider hatte verschiedene Filme und Ableger zur Folge.
Im Jahr 1991 wurde mit Knight Rider 2000 ein Fernsehfilm gedreht, der sich vom Flair her stark von der alten Serie abhob und futuristischer als die Ur-Serie wirkte. Mit diesem Projekt sollte getestet werden, ob das Format noch bei den Zuschauern ankommt und eine neue, modernere Serie sich finanziell lohnen würde. Außerdem sollte dieser Film auch wie eine Art „Schnitt“ wirken, da der Film gleichzeitig als Ende für Devon Miles fungierte, da dieser in diesem Film ermordet wird. Als K.I.T.T. fungierte in diesem Film nicht mehr der als Knight Industries Two Thousand bekannte schwarze 1982er Pontiac Trans Am, sondern ein roter Dodge Stealth mit einem Bodykit. Dieses Body-Kit wurde benötigt, um dem Dodge Stealth das Aussehen des Pontiac Banshee IV Konzeptautos zu verschaffen, das im Jahr 1988 der Öffentlichkeit vorgestellt wurde. Dieses Fahrzeug hieß im Film Knight 4000.
1994 erschien der Fernsehfilm Knight Rider 2010, der jedoch bis auf den Titel und dem Vorhandensein eines intelligenten Autos, dessen Existenz jedoch gänzlich anderen Ursprungs ist als K.I.T.T., nichts mehr mit der Originalserie zu tun hat. Keiner der bekannten Charaktere trat im Film auf oder wird erwähnt, des Weiteren spielt die Handlung nun in einer dystopischen Zukunft mit Science-Fiction-Elementen.
Im Jahr 1997 wurde mit der Fernsehserie Team Knight Rider (TKR) ein weiterer Anlauf gestartet, den Mythos Knight Rider wieder aufleben zu lassen. Die zuvor bereits für den Film Knight Rider 2010 diskutierte, jedoch wieder verworfene Idee eines Teams von Verbrechensbekämpfern, jeder mit eigenem High-Tech-Fahrzeug samt künstlicher Intelligenz ausgestattet, wurde hier wieder aufgegriffen. Die Serie wurde jedoch bereits nach der ersten Staffel wieder eingestellt.
In der Talkshow Late Night with Conan O’Brien äußerte David Hasselhoff 2000 den Wunsch, einen Knight-Rider-Kinofilm zu produzieren. Im Jahr 2006 kaufte die Weinstein Company Glen A. Larson die Rechte für eine Knight-Rider-Kinoadaption ab. Der Start dieses Films war für das Jahr 2008 geplant. Hasselhoff sagte im April 2007, dass der Film bei Miramax entwickelt werde und er zumindest einen Cameo-Auftritt haben werde.
2007 gab der Fernsehsender NBC bekannt, dass am 17. Februar 2008 der Pilotfilm zu einer möglichen Fortsetzung der Serie ausgestrahlt werden soll. Der Film Knight Rider – K.I.T.T. in Gefahr! wurde von 12,7 Millionen Zuschauern gesehen.
Aufgrund des Quotenerfolgs brachte NBC 2008 Knight Rider (2008) in Serie. Gary Scott Thompson und die Schöpfer der Neuauflage, Dave Bartis und Doug Liman, wurden zu ausführenden Produzenten ernannt. Für die Hauptrolle des Mike Traceur, dem Sohn von Michael Knight, wurde Justin Bruening verpflichtet. David Hasselhoff übernahm seine alte Rolle des Michael Knight.K.I.T.T. ist kein Pontiac Firebird Trans Am mehr, sondern ein schwarzer Shelby Mustang GT 500KR. Val Kilmer leiht K.I.T.T. in der Originalfassung seine Stimme, in der deutschen Fassung Peter Flechtner. Aufgrund sinkender Einschaltquoten und hoher Produktionskosten reduzierte NBC die bestellte erste Staffel von 22 auf 17 Episoden und stellte die Serie nach einer Staffel ein. Das Finale wurde im März 2009 ausgestrahlt.

## Hörspiele
Es wurden 26 Hörspielkassetten über Knight Rider von Europa veröffentlicht. Ein Teil der Reihe wurde später auf CD aufgelegt (Folgen 1–6 unter den Bestellnummern 115 001.4 bis 115 006.5). In den Hauptrollen kamen hierbei die Original-Synchronsprecher zum Einsatz,: Andreas von der Meden sprach Michael Knight, Gottfried Kramer K.I.T.T., Hans Sievers sprach Devon Miles. Erzähler war Christian Günther, der auch die Eröffnungssequenz in der Fernsehserie sprach. Es wurde allerdings nicht die markante Titelmusik verwendet, sondern die Episoden wurden neuvertont.
Deutsches Hörspiel-Intro: „Knight Rider – Die Abenteuer des Michael Knight. Er kämpft für die Unschuldigen, die Hilflosen, die Machtlosen. – An seiner Seite K.I.T.T.: Ein Auto, ein Computer, ein Wesen? (Pause) Knight Rider – Ein Mann und sein Auto gegen das Unrecht.“ (Sprecher: Christian Günther)
Folgende Hörspielfolgen wurden veröffentlicht:
| 1. Wie alles begann 2. Wettlauf mit dem Tod 3. Der schwarze Teufel taucht wieder auf 4. Blindes Vertrauen 5. Elliot, der Schlaukopf 6. „Kitt“-napping 7. Der Konkurs 8. Computerspiele 9. Der Duft einer Rose 10. Eine schreckliche Falle 11. Die Helios-Nadel 12. Eine Nasenlänge voraus 13. Ein Richter spielt sein Spiel | 1. Michael fällt in Ungnade 2. Ein Neubau mit Wanzen 3. Gangster wider Willen (Eigentlich Geheimversteck Cadiz) 4. Der Erpresser 5. Diamantenschmuggel 6. Tödliche Orchideen 7. Das endgültige Urteil 8. Michael Knight und die Zuflucht 9. Die Schatzsuche 10. Tödliches Kostümfest 11. Fahrerflucht 12. Der Fassadenkletterer 13. Eine kleine Stadt lebt gefährlich! |

## Spiele
Ein Brettspiel wurde von der Firma ASS hergestellt.
Die ersten Knight-Rider-Computerspiele wurden bereits im Jahr 1986 von Ocean Software für Heimcomputer wie z. B. dem C64 und Sinclair ZX Spectrum und im Jahr 1988 von Acclaim Entertainment für Spielekonsolen wie z. B. dem NES veröffentlicht. Im Jahr 2002 erschien von Davilex auch ein PC-Spiel und eine Version für die PlayStation 2. Zwei Jahre später veröffentlichte Davilex auf Grund des Erfolges den Nachfolger Knight Rider 2, der sich optisch kaum vom Vorgänger unterschied.
Im März 2007 veröffentlichte Advanced Mobile Solutions Ltd. das Knight-Rider-Mobiltelefonspiel in 2D- und 3D-Versionen. Das Spiel wurde über die Mobilfunknetzwerke in Europa angeboten mit einer geplanten Q2 2007 Veröffentlichung in den Vereinigten Staaten und Asien. In den 10 mehrstufigen Missionen spielt der Spieler Michael Knight, fährt K.I.T.T. und kämpft gegen Feinde wie K.A.R.R., Goliath, Fist und mehr.

## Romane
Insgesamt erschienen in Deutschland 12 Romane, von denen die ersten fünf auf originalen TV-Episoden basierten. Die anderen sieben wurden vom Autor Frank Rehfeld unter dem Pseudonym Frank Garrett verfasst.
1. Glen A. Larson, Roger Hill: Gewagtes Spiel. Goldmann, München 1988, ISBN 3-442-23772-6. (Knight of the Phoenix)
2. Glen A. Larson, Roger Hill: Tödliches Vertrauen. Goldmann, München 1988, ISBN 3-442-23773-4. (Trust Doesn’t Rust)
3. Glen A. Larson, Roger Hill: Ein Mörderisches Geschäft. Goldmann, München 1988, ISBN 3-442-23774-2. (Hearts of Stone)
4. Glen A. Larson, Roger Hill: Ein hochkarätiger Killer. Goldmann, München 1988, ISBN 3-442-23775-0. (All That Glitters)
5. Glen A. Larson, Roger Hill: David gegen Goliath. Goldmann, München 1989, ISBN 978-3-442-23776-0. (Goliath & Goliath Returns)
6. Frank Garrett: Teuflische Rache. Goldmann, München 1990, ISBN 3-442-08205-6.
7. Frank Garrett: Flucht nach vorn. Goldmann, München 1991, ISBN 3-442-08208-0.
8. Frank Garrett: Jagd auf Michael Knight. Goldmann, München 1991, ISBN 3-442-08212-9.
9. Frank Garrett: Geschäfte mit dem Tod. Goldmann, München 1991, ISBN 3-442-08216-1.
10. Frank Garrett: Zwischen allen Fronten. Goldmann, München 1991, ISBN 3-442-08227-7.
11. Frank Garrett: Narben der Vergangenheit. Goldmann, München 1992, ISBN 3-442-08230-7.
12. Frank Garrett: Tödliche Erbschaft. Goldmann, München 1992, ISBN 3-442-08238-2.

In Klammern jeweils der Titel der TV-Episode, auf welcher der jeweilige Roman basiert.